# Isotrias cuencana
Isotrias cuencana es una especie de polilla de la familia Tortricidae. Se encuentra en España.
La envergadura es de 15 mm.